# Oued Zem
Oued Zem (arabisch وادي زم, DMG Wādī Zam, Zentralatlas-Tamazight ⴰⵙⵉⴼ ⵏ ⵣⴰⵎ Asif n Zam) ist eine Stadt (commune urbaine) mit knapp 100.000 Einwohnern in der Provinz Khouribga in der Region Béni Mellal-Khénifra in Marokko.

## Lage und Klima
Oued Zem liegt in ca. 760 m Höhe an einer Nebenstraße, die von Rabat (ca. 160 km) in südlicher Richtung bis Beni Mellal (ca. 72 km) am Rand des Mittleren Atlas führt. Die wirtschaftlich bedeutenden Städte Khouribga und Casablanca befinden sich etwa 35 km westlich bzw. ca. 155 km nordwestlich vom Oued Zem. Das Klima ist meist trocken und warm; Regen (ca. 300 bis 400 mm/Jahr) fällt überwiegend in den Wintermonaten.

## Bevölkerung
| Jahr      | 1994   | 2004   | 2014   | 2024   |
| Einwohner | 73.953 | 83.970 | 95.267 | 93.776 |

Einst wurde die Gegend vom Stamm der Ouardigha kontrolliert. Die heutige Bevölkerung der Stadt besteht hauptsächlich aus Angehörigen verschiedener Berbergruppen der Umgebung (Smaala, Beni Smir und Beni Khirane), die seit den 1950er Jahren zugewandert sind.

## Wirtschaft
Die Region um Oued Zem ist reich an Marmor, Eisenerz und Phosphaten, letztere Lagerstätten wurden im Jahr 1917 während der französischen Besatzungszeit entdeckt. Die Stadt ist überdies für ihr traditionelles Handwerk zur Herstellung von Woll- und Seidenteppichen bekannt.

## Geschichte
Oued Zem ist als „Stadt der Märtyrer“ bekannt, da zur Zeit der französischen Besatzung viele Einwohner Widerstandskämpfer waren. Während der Revolution und vor allem am 20. August 1955 starben viele Einwohner und Franzosen. Am 20. August 2005 wurde anlässlich des 50. Jahrestages der Revolution ein Symbol des Widerstandes gegen die Franzosen errichtet.
Der Aufstand von Oued Zem war ein großer Schock für die französische Kolonie, da sie die Revolution als Massaker gegen sich betrachtete. Wegen der Revolution wurde Oued-Zem unter ein Embargo der Ausschließung und der Armut für mehr als 24 Jahre auf der Grundlage der X-Liban-Vereinbarung gestellt. Zurzeit lebt Oued-Zem noch unter dem Eindruck seines eigenen Weges in der Geschichte gegen die französische Kolonialepoche.

## Sehenswürdigkeiten
Im Stadtzentrum gibt es einen ca. 400 m² großen See, der die Stadtgrenzen von Paris nachzeichnet, weswegen die Stadt während der Kolonialzeit Petit Paris („Klein-Paris“) genannt wurde.

## Kulturleben
Oued Zem ist durch seine populäre Musik berühmt, die Abidat Rma heißt. Diese wird in einer Gruppe von sieben Personen gespielt; sie hat einen Gruppenleiter, der Mkaddam heißt. Dieser Mkaddam ist mit einer speziellen Djellaba bekleidet, die ihn vor den anderen Personen in der Gruppe auszeichnet. Außerdem hat der Mkkadem als Instrument einen Meisel, auf Arabisch Mkass („Meisel“) – ein altes Werkzeug, um die Schafwolle zu schneiden. Alternativ kann er auch Tar spielen, eine große Rahmentrommel ähnlich dem Bendir.
Wie es der Name angibt, wird diese Kunst Abidat Rma vom Ritual der Jagd bestimmt. Dieses Ritual, das mit dem Beginn der Saison der Jagd zusammenfällt, wird durch Gesänge und durch Tanz gefeiert. Zum Zeitpunkt, wo das Wild am Bellen ist, erheben sich Schreie (Hurras), um die verängstigte Jagdbeute zu bedrängen, jeden Widerstand aufzugeben. In diesem Konzert der Schreie und Rufe überlassen sich die Jäger einem Gestenspiel, um das Wild in seinen letzten Verstecken aufzuschrecken.
Zwar bestimmt von der Jagd, ist Abidat Rma aber auch während der Erntesaison verbreitet. Hier bringt Abidat Rma die Freude der Bauern zum Ausdruck, die Früchte ihrer Arbeit zu ernten, besonders dann, wenn die Ernten gut sind. Heute ist diese Kunst immer noch unter den Marokkanern sehr beliebt. Besondere Pflege erfährt sie in Oued Zem bei den jungen und alten Menschen. In jedem Sommer wird hierzu in der Stadt ein Festival veranstaltet, an dem Künstler aus dem ganzen Land beteiligt sind.
Die bekanntesten Gruppen von Abidat Rma aus Oued Zem
- Smaala
- Sialgha
- 20. August Gruppe
- Oulad Atouche
- Najm Abidat Rma
- Elmassira
- Mokaouama

Heutzutage spielen viele Gruppen in Oued Zem – jedes Stadtviertel hat eine Gruppe von Abidat Rma.

## Sonstiges
Laut Presseberichten von 2016 hat sich Oued Zem zu einem Zentrum für Sex-Erpressung im Internet entwickelt.